# Черноногий сокол-крошка
Черноногий сокол-крошка (лат. Microhierax fringillarius) — вид хищных птиц семейства соколиных (Falconidae). Подвидов не выделяют.

## Описание
Мелкий сокол, похожий на сорокопута. Длина крыла от 87 до 105 мм, масса тела варьирует от 28 до 57 г. Хвост длиной от 49 до 62 см, квадратной формы, часто расправляется. Взрослый самец сверху глянцево-чёрный, с белой полосой на лбу, которая дугой огибает чёрные щеки. Горло белое или рыжеватое, грудь белого цвета, брюхо рыжеватое. 

## Биология

### Места обитания
Обитает в лесистых районах вблизи широких открытых равнин на высоте до 1200 метров над уровнем моря. Встречается на территории Мьянмы, Таиланда, Малайзии, Сингапура и в Индонезии (Суматра, Калимантан, Ява и Бали).
Не мигрирует.

### Питание
Черноногий сокол-крошка в основном питается насекомыми, в том числе мотыльками, бабочками, стрекозами, крылатыми особями термитов и цикадами, иногда мелкими птицами и ящерицами. Пищевое поведение, по-видимому, часто носит социальный характер, при этом регистрируются группы кормления численностью до десяти особей. Большая часть добычи берется во время быстрых атак с насеста.

### Размножение
Сезон размножения зависит от региона: к северу от экватора приходится в основном на февраль — июнь, хотя в Малайзии птенцов находили в августе; южнее кладки зафиксированы в ноябре — декабре на Яве, а на юге Суматры сезон размножения продолжается до сентября. Гнездо обычно располагается в старой гнездовой норе птиц семейства бородатковых (Capitonidae), иногда дятла, на высоте 6—20 м на дереве, иногда под карнизом здания. В кладке 4—5 яиц.